# Acanthobrama telavivensis
Acanthobrama telavivensis és una espècie de peix cipriniforme de la família dels ciprínids.

## Morfologia
Els mascles poden assolir els 11 cm de longitud total.

## Distribució geogràfica
Es troba a Israel i a les conques dels rius Tigris i Eufrates.